# Dauphin tacheté de l'Atlantique
Stenella frontalis
Espèce
Statut de conservation UICN

 LC  : Préoccupation mineure
Statut CITES
Répartition géographique
Le Dauphin tacheté de l'Atlantique (Stenella frontalis) est une espèce de mammifères odontocètes de la famille des Delphinidés (cette famille inclut les dauphins et les orques).
Ce dauphin vit dans le Gulf Stream.
Ne pas confondre avec le dauphin tacheté pantropical (Stenella attenuata).

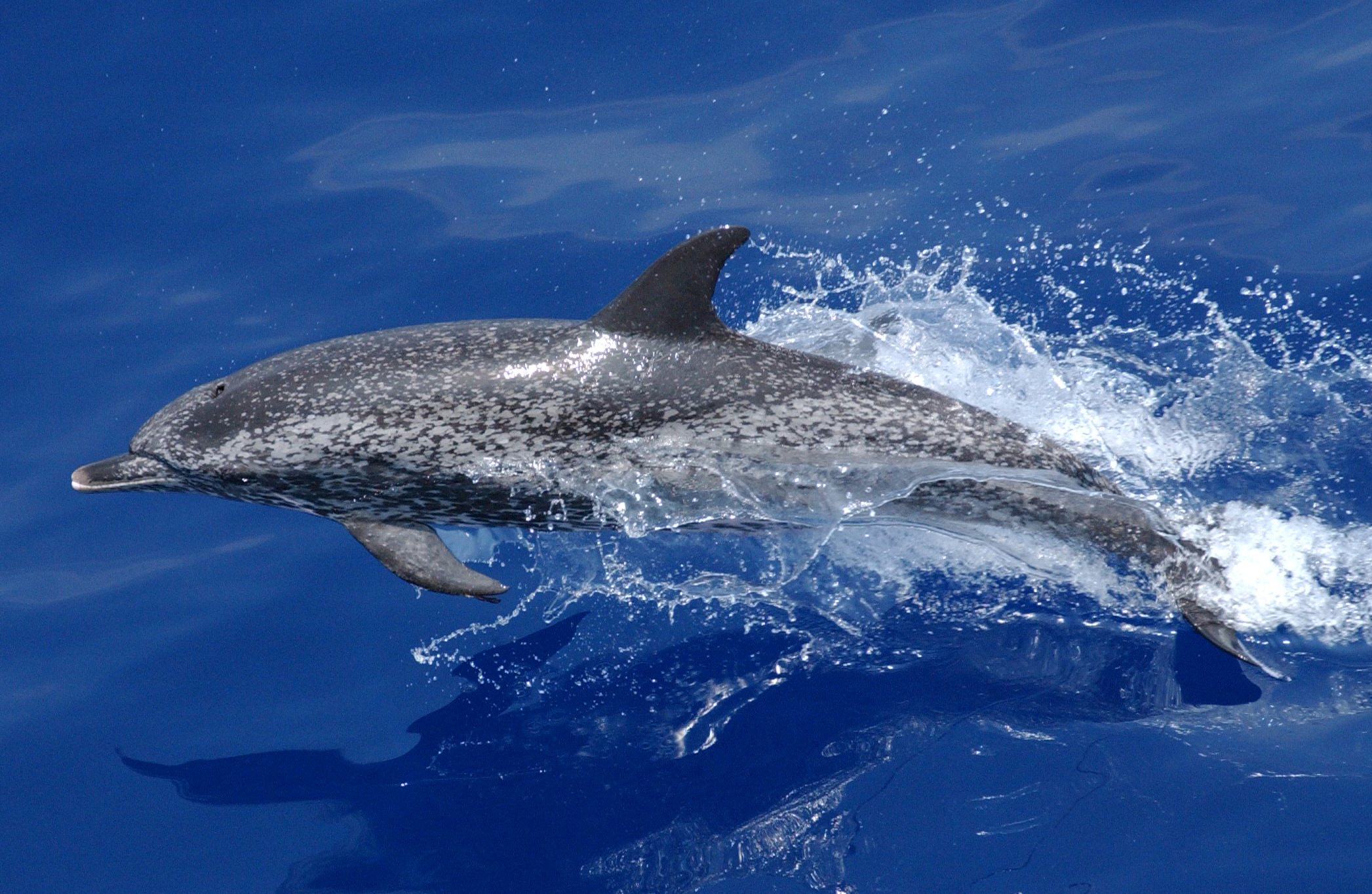
Stenella frontalis

## Comportement

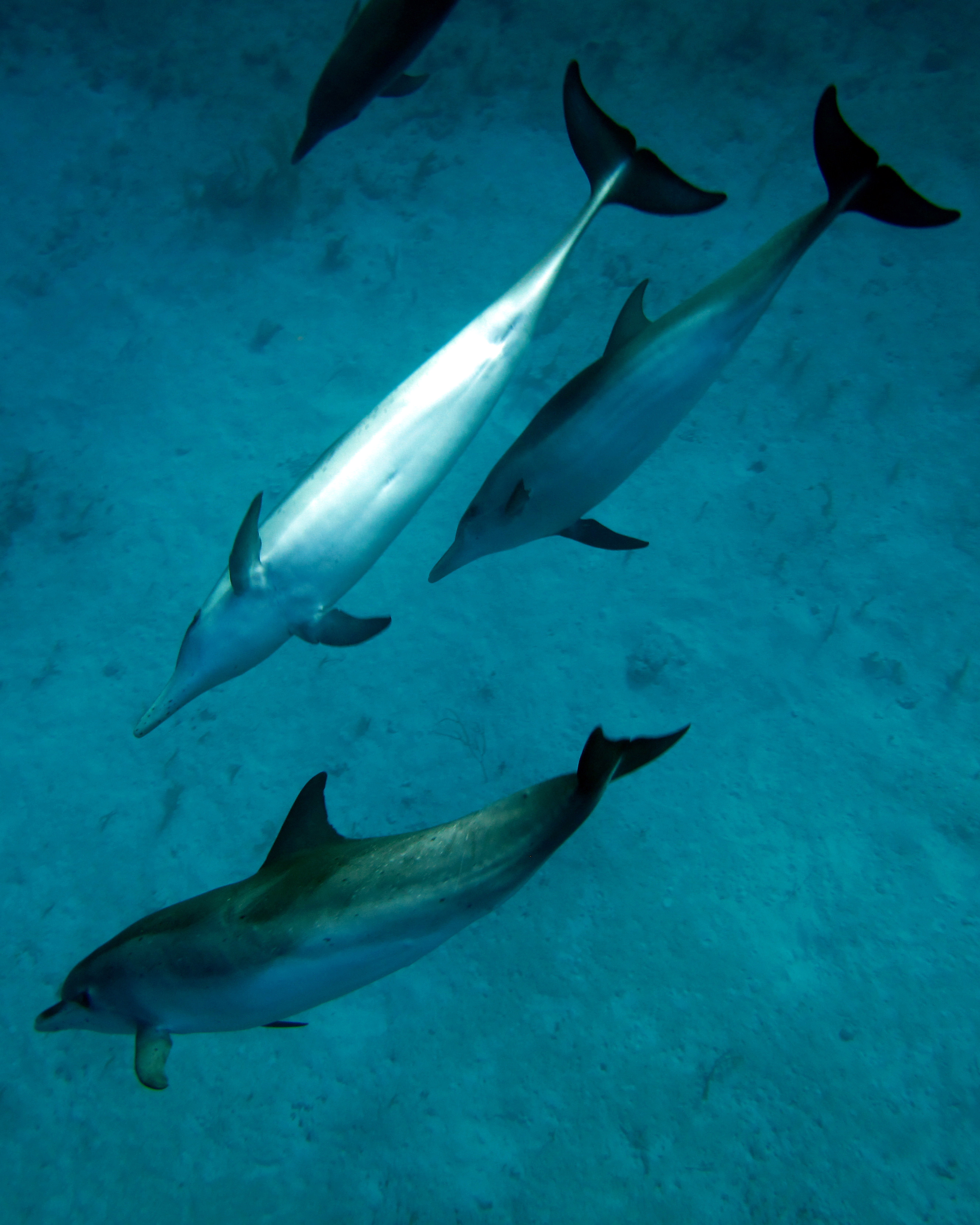
Groupe de dauphins tachetés de l'Atlantique

Les dauphins tachetés de l'Atlantique sont grégaires. Ils forment des groupes comptant de 5 à 15 individus. 
La gestation dure 11 mois et la femelle prend soin de son petit pendant 5 ans, avec l'aide de son groupe. La maturité sexuelle est atteinte vers 15 ans.